# Georgia Groome
Georgia Isobel Groome (* 11. Februar 1992 in Nottingham, England) ist eine britische Schauspielerin. Bekannt wurde sie durch ihre Rollen in London to Brighton und Frontalknutschen.

## Leben
Georgia Groome wurde als Tochter von Paul Groome, einem Koch, und Fiona (Tulloch), einer Theater- und Gesangslehrerin, geboren. Sie hat eine ältere Schwester, eine jüngere Halbschwester und eine jüngere Stiefschwester.
Im Alter von neun Jahren sprach Groome erfolgreich für eine Rolle in dem Musical Annie Get Your Gun vor. Sie nahm an Theater-Workshops teil, lernte an der Schauspielschule ihrer Mutter und besuchte das Trent College.
Groome lebt in London, wo sie im Mai 2014 ihr Englisch-Studium am King’s College London abschloss. Georgia Groome ist seit 2011 die Freundin von Rupert Grint. Im Mai 2020 wurde das Paar Eltern einer Tochter.

## Karriere
Nach ihrem Schauspieldebüt in dem Fernsehfilm A Fish Out of Water 2001 bekam sie eine Rolle als Waisenkind in einer Episode der kurzlebigen Fernsehserie Dangerville. Sie spielte 2006 in dem britischen Film London to Brighton mit und 2007 in dem Kurzfilm My Mother von Elaine Wickham.
Im Jahr 2008 hatte Groome jeweils eine Rolle in den Horrorfilmen The Cottage und The Disappeared. Den Durchbruch erlangte sie jedoch mit der Rolle als 14-jährige Georgia Nicolson in dem Film Frontalknutschen von Gurinder Chadha, wofür sie auch den Preis für den besten Kinderdarsteller beim Buster International Children’s Film Festival gewann.

## Deutsche Synchronstimme
Es wurden bisher wenige Filme mit Groome ins Deutsche synchronisiert; in Frontalknutschen wurde sie von Anne Helm synchronisiert, in Papadopoulos & Söhne von Tanya Kahana und in Double Date von Constanze Buttmann.

## Filmografie (Auswahl)

### Film
- 2006: London to Brighton
- 2007: My Mother (Kurzfilm)
- 2008: The Cottage
- 2008: Frontalknutschen
- 2008: The Disappeared
- 2009: Leaving Eva (Kurzfilm)
- 2010: Silent Things (Kurzfilm)
- 2011: The True Meaning of Love
- 2011: Six Degrees (Kurzfilm)
- 2011: The Holding
- 2011: Das Geheimnis der Geister von Craggyford
- 2012: Papadopoulos & Söhne

### Fernsehen
- 2001: A Fish Out Of Water (Fernsehfilm)
- 2003: Dangerville (Fernsehserie)
- 2006: Serious Amazon (Fernsehserie)
- 2008: Loose Women (Fernsehserie)
- 2009: The Bill (Fernsehserie)
- 2010: Lewis – Der Oxford Krimi (Lewis, Fernsehserie, eine Folge)
- 2013–2015: Up The Women (Fernsehserie, 9 Folgen)